# Antonio Damasio
António Rosa Damásio (Lisbona, 25 febbraio 1944) è un neurologo, neuroscienziato, psicologo e saggista portoghese.
Ha compiuto importanti studi sulle basi neuronali della cognizione e del comportamento.

## Biografia
António Rosa Damásio ha compiuto gli studi di medicina all'Università di Lisbona in Portogallo. Tra il 1987 e il 2005 è stato direttore del dipartimento di neurologia dell'Università dell'Iowa Hospitals and Clinics. Dal 2005 è direttore del Brain and Creativity Institute della University of Southern California dove è professore di neurologia, neuroscienze e psicologia. António Damásio è inoltre professore al Salk Institute for Biological Studies di La Jolla, in California. È sposato con la ricercatrice Hanna Damasio.

## Scoperte
Attraverso l'osservazione clinica e l'uso delle più moderne tecnologie di indagine come il Neuroimaging, nel corso di due decenni è giunto a importanti scoperte che hanno rivelato l'importanza delle emozioni nei processi decisionali:
- l'identificazione delle attività e dei percorsi corticali e sotto-corticali nel riconoscimento di volti e oggetti;[1]
- l'identificazione delle aree neuronali implicate nei processi emotivi;
- la dimostrazione che le emozioni sono implicate nel prendere decisioni; teoria del marcatore somatico[2]
- l'identificazione delle regioni limbiche e del tronco cerebrale come possibili aree cerebrali aventi un ruolo nell'Alzheimer.

## Ragione ed emozione
Damasio, nel saggio del 1995 L'errore di Cartesio,  dimostra come, al contrario di una tradizione culturale che ha sempre svalutato le emozioni perché perturberebbero la serenità della ragione, esse siano alla base del buon funzionamento della mente: se l'uomo perde la capacità emozionale non è in grado di essere ragionevole. Negando la concezione cartesiana del dualismo mente-corpo, due elementi necessariamente scindibili, egli mette in evidenza l'azione reciproca del corpo e del cervello, che costituiscono un organismo unico e indissociabile. La ragione non potrebbe funzionare correttamente senza le emozioni, ovvero senza lo stretto collegamento con il corpo, che offre costantemente la materia di base con cui il cervello costruisce le immagini da cui origina il pensiero. Damasio dimostra come le emozioni siano dimensioni cognitive. ossia sensazioni fisiologiche scaturite da origini diverse da quelle innate
La nuova teoria dell'interconnessione tra il mondo emotivo e la razionalità confuta la tradizione scientifica che confina le emozioni nei centri sottocorticali più antichi e meno evoluti e ne trascura quindi il nesso con il pensiero.

## L'omeostasi per Damasio
Damasio nel suo libro "Alla ricerca di Spinoza. Emozioni, sentimenti e cervello." scrive sulla regolazione omeostatica dell’organismo, finalizzata all’adattamento e dice:
“Possiamo immaginare la macchina dell'omeostasi come un grande, ramificatissimo albero di fenomeni deputati alla regolazione automatica della vita. Negli organismi pluricellulari, procedendo dal basso verso l'alto, ecco che cosa troveremo ai diversi livelli dell'albero."
Sui rami più bassi:
- Il processo del metabolismo

- I riflessi fondamentali
- Il sistema immunitario

Sui rami intermedi:
- Comportamenti normalmente associati all'idea del piacere (e della gratificazione) o del dolore (e della punizione). Comprendono reazioni di avvicinamento o allontanamento dell'intero organismo rispetto a un oggetto o a una situazione specifici.

Al livello immediatamente superiore:
- Impulsi e motivazioni. Comprendono la fame, la sete, la curiosità e l'esplorazione, il gioco e il sesso. Addirittura anche Spinoza li raggruppò tutti insieme servendosi di una parola molto adatta, appetiti, e con una grande raffinatezza ne usava un'altra, desideri, per descrivere la particolare situazione in cui individui coscienti hanno una cognizione dei propri appetiti. La parola «appetito» indica lo stato comportamentale di un organismo assorbito da un particolare impulso; la parola «desiderio» si riferisce invece al sentimento cosciente di avere un appetito e alla sua consumazione o al suo soffocamento finali. Com'è ovvio, gli esseri umani hanno sia appetiti che desideri, connessi fra loro senza soluzione di continuità.

Più in alto, ma non ancora in cima:
- Le emozioni vere e proprie. È qui che troviamo il capolavoro della regolazione automatica dei processi vitali: si tratta delle emozioni in senso stretto, che spaziano dalla gioia, al dolore e alla paura, all'orgoglio, alla vergogna e alla compassione.

In cima:
- i sentimenti

## Il principio di annidamento
Prendendo in considerazione tutte queste reazioni regolatrici possiamo dire che su di loro vige il principio di annidamento, cioè ogni reazione emerge dall’aggiunta di parti e di porzioni dei processi più semplici precedentemente modificati e adattati.

## Le emozioni e sentimenti
Damasio nel suo libro "Alla ricerca di Spinoza. Emozioni, sentimenti e cervello" inizia con il dare una definizione generale di emozioni e di sentimenti:
- Emozioni: sono azioni o movimenti in larga misura pubblici, ossia visibili dagli altri nel momento in cui hanno luogo manifestandosi nel volto, nella voce, o in comportamenti specifici.
- Sentimenti: sono nascosti, invisibili a chiunque salvo che al loro legittimo proprietario; essi rimangono pertanto la proprietà più spiccatamente privata dell’organismo nel cui cervello hanno luogo.

Possiamo quindi affermare che le emozioni si esibiscono nel teatro del corpo e che i sentimenti in quello della mente.
Emozioni e sentimenti sono così intimamente legati tra loro che noi tendiamo a pensarli come una cosa sola, ma sarà solo dividendo le due cose che riusciremo a scoprire le modalità dei loro processi.
È proprio questo l’obbiettivo di Damasio, cioè riuscire a spiegare i meccanismi fisici e cerebrali responsabili dell’induzione e dell’esecuzione di emozioni e sentimenti.

## C'è prima l'emozione o il sentimento?
Ma la domanda che sorge quasi spontanea è: viene prima l’emozione o il sentimento? Noi sappiamo per esperienza che ciò che conta davvero per la nostra mente sono i sentimenti perché sono questi a procurarci sofferenza o piacere. Per così dire possiamo considerare le emozioni come esteriorità. La centralità dei sentimenti favorisce l’idea che essi nascano prima e vengano successivamente espressi come emozioni. È proprio qui che sta l’errore! Infatti risulta che siano proprio i sentimenti le ombre dei lamenti esteriori delle emozioni.
Ma perché le emozioni precedono i sentimenti?
Damasio ci risponde così: <<la risposta è semplice: se abbiamo emozioni prima e sentimenti poi è perché nell’evoluzione essi comparvero in quest’ordine. Le emozioni sono costruite a partire da semplici reazioni che promuovono la sopravvivenza di un organismo e che pertanto si conservano nell’evoluzione. Per farla breve gli dèi provvidero prima di tutto a rendere prontamente reattive le creature che premeva loro di salvare o almeno così sembra.>> (Alla ricerca di Spinoza. Emozioni, sentimenti e cervello. p.42-43).

## Le emozioni vere e proprie
Damasio afferma che classificazioni e etichette siano palesemente inadeguate ma considerato lo stadio provvisorio delle nostre conoscenze crede che sia necessario e che non abbiamo alternative quindi suddivide le emozioni in 3 livelli: emozioni di fondo, emozioni primarie o fondamentali, emozioni sociali.

### Emozioni di fondo
Le emozioni di fondo non sono particolarmente evidenti nel comportamento di un individuo ma solo un buon lettore delle emozioni di fondo è in grado di rilevare l’energia o l’entusiasmo di una persona che ha appena conosciuto o di diagnosticare in amici e colleghi un impercettibile stato di malessere o eccitamento, nervosismo o tranquillità. Le emozioni di fondo non vanno però confuse con gli umori che invece si associano al mantenimento di una data emozione per lunghi periodi di tempo misurabili in ore e giorni.
<<Le emozioni di fondo sono espressioni composite di quelle azioni regolatrici così come esse si dispiegano e si intersecano, momento per momento della nostra vita.>>
Damasio immagina queste emozioni come risultato di diversi processi regolatori intrapresi nel nostro organismo. Esse comprendono gli aggiustamenti metabolici associati a qualsiasi esigenza interna che stia insorgendo o che sia stata appena soddisfatta e a qualsiasi situazione esterna sia stimata e gestita dalle altre emozioni, appetiti o calcoli intellettuali. Il prodotto sempre mutevole di tutte queste interazioni è lo stato del nostro essere: buono, cattivo o una via di mezzo tra le due cose. Per esempio quando qualcuno ci chiede <<come ti senti?>> noi consultiamo questo nostro stato e rispondiamo di conseguenza.

### Emozioni primarie o fondamentali
Le emozioni primarie o fondamentali sono la paura, la rabbia, il disgusto, la sorpresa, la tristezza e la felicità.
Le emozioni primarie sono quelle centrali perché facilmente identificabili non solo negli esseri umani delle più diverse culture ma anche in altre specie animali. Anche le circostanze che inducono queste emozioni, come pure i comportamenti che le definiscono sono costanti in culture e specie diverse.
Molto di tutto ciò che sappiamo sulla neurobiologia dell’emozione è emerso dallo studio delle emozioni primarie.

### Emozioni sociali
Le emozioni sociali sono la compassione, l’imbarazzo, la vergogna, il senso di colpa, l’orgoglio, la gelosia, l’invidia, la gratitudine, l’ammirazione, l’indignazione e il disprezzo. Anche a tali emozioni possiamo applicare il principio di annidamento infatti molte reazioni regolatrici e molti elementi delle emozioni primarie sono identificabili come componenti delle emozioni sociali nelle quali sono presenti in combinazioni variabili.
<<Pensate, per esempio, come il <disprezzo> che è un’emozione sociale, prenda a prestito le emozioni primarie del <disgusto> , un’emozione primaria evolutasi in associazione al rifiuto. Perfino le parole che usiamo per descrivere situazioni di disprezzo e di scandalo morale sono imperniate nel principio di annidamento, infatti per descrivere situazioni di disprezzo diciamo di essere disgustati.>>("Alla ricerca di Spinoza. Emozioni, sentimenti e cervello" p.62)
Il termine sociale evoca senza dubbio l’idea della società e della cultura e della specie umana ma è importante ricordare che le emozioni sociali non sono affatto confinate all’uomo. Infatti basta guardarsi intorno per trovare esempi di emozioni sociali, a partire dagli scimpanzé, babbuini, scimmie, delfini, lupi e così via.
Alcuni esempi: l’incedere orgoglio di una scimmia dominante, il portamento regale di una grande antropomorfa o di un lupo che pretende il rispetto, la compassione che un elefante dimostra verso un altro individuo ferito e sofferente, o l’imbarazzo di un cane che ha fatto ciò che non avrebbe dovuto fare. Dato che a nessuno di questi probabilmente è stato insegnato a esprimere le proprie emozioni sembra che l’attitudine a esprimere un’emozione sociale sia profondamente radicata nel cervello dell’individuo, pronta a essere utilizzata nel momento in cui è innescata la situazione appropriata. Ovviamente possiamo affermare che per alcune specie sia un dono avere una configurazione del cervello tale da permettere comportamenti così sofisticati in assenza di linguaggio e degli strumenti della cultura.
Questo significa che le emozioni sociali sono innate? In alcuni casi si, le emozioni possono essere innate, in altri esse hanno bisogno di un’esposizione appropriata all’ambiente.
Robert Hinde fece uno studio sulla paura. Egli dimostrò che nelle scimmie la paura innata dei serpenti necessita di un’esposizione non solo a un serpente, ma anche all’espressione di paura esibita dalla madre in presenza di uno di questi.
<<basta una volta, per ingranare il comportamento, ma senza quell’<unica volta>, esso, per quanto<innato> non sarà attivato.>>("Alla ricerca di Spinoza. Emozioni, sentimenti e cervello" p.64)

## La teoria delle emozioni per Damasio
Dopo aver preso in considerazione i diversi tipi di emozioni Damasio propone un'ipotesi di lavoro sulle emozioni vere e proprie, sotto forma di definizione:
1. Un'emozione propriamente detta, come la felicità, la tristezza, l'imbarazzo o la compassione, è un insieme complesso di risposte chimiche e neurali che costituiscono una configurazione caratteristica.
2. Le risposte sono automaticamente prodotte da un cervello normale quando esso rileva uno stimolo emozionalmente adeguato, ossia l'oggetto o l'evento la cui presenza, reale o evocata dalla mente, scatena l'emozione.
3. Il cervello è predisposto dall'evoluzione a rispondere a determinati stimoli, emozionalmente adeguati, con specifici repertori di azioni. L'elenco di tali stimoli non è però limitato a quelli prescritti dall'evoluzione, ma ne comprende molti altri, appresi nell'arco di una intera vita di esperienze.
4. Ii risultato immediato di tali risposte è una temporanea modificazione nello stato del corpo, come pure delle strutture cerebrali che formano le mappe corporee e costituiscono la base del pensiero.
5. Il risultato ultimo delle risposte, direttamente o indirettamente, è la collocazione dell'organismo in un contesto adatto alla sopravvivenza e al benessere.”

## Varietà di sentimenti
Damasio individua tre varietà di sentimenti:
- Sentimenti di emozioni universali di base
- Sentimenti di emozioni universali sottili
- Sentimenti di fondo indipendenti da emozioni

## Opere
- L'errore di Cartesio. Emozione, ragione e cervello umano, Adelphi, 1995, ISBN 978-88-459-1181-1; ed. orig.: Descartes' Error: Emotion, Reason, and the Human Brain, Putnam, 1994.
- Emozione e coscienza, Adelphi, 2000, ISBN 978-88-459-1568-0; ed. orig.: The Feeling of What Happens: Body and Emotion in the Making of Consciousness, Harcourt, 1999.
- Alla ricerca di Spinoza. Emozioni, sentimenti e cervello, Adelphi, 2003, ISBN 978-88-459-1797-4; ed. orig.: Looking for Spinoza: Joy, Sorrow, and the Feeling Brain, Harcourt, 2003.
- Il sé viene alla mente. La costruzione del cervello cosciente Adelphi, 2012, ISBN 978-88-459-2671-6; ed. orig,: Self Comes to Mind: Constructing the Conscious Brain, Pantheon, 2010
- Lo strano ordine delle cose, Biblioteca scientifica n.59, Milano, Adelphi, 2018, ISBN 978-88-459-3262-5.
- Sentire e conoscere, Storia delle menti coscienti, trad. Isabella C. Blum, Adelphi, 2022, ISBN 9788845936555; ed. orig. Feeling and Knowing: Making Minds Conscious, 2021